# Katarzyna Kalwat
Katarzyna Kalwat (ur. w Krakowie) – polska reżyserka teatralna.

## Życiorys

### Edukacja
Absolwentka psychologii na Uniwersytecie Jagiellońskim oraz reżyserii teatralnej na Wydziale Reżyserii Akademii Teatralnej w Warszawie. Stypendystka rządu francuskiego i fundacji Cite des arts. Asystowała Krystianowi Lupie przy projektach „Persona. Marilyn” i „Persona. Ciało Simone”.

### Teatr
Debiutowała w 2009 roku spektaklem „Sen Nocy Letniej” wg Szekspira na Festiwalu Szekspirowskim w Gdańsku.
Zrealizowała kilkanaście spektakli. Za swój spektakl „Holzwege”, poświęcony postaci Tomasza Sikorskiego została nagrodzona w Konkursie na Wystawienie Polskiej Sztuki Współczesnej. Realizowała spektakle m.in. w TR Warszawa, Teatrze Nowym w Warszawie, Teatrze Łaźnia Nowa. Współpracowała z dramaturgami: Anną Wakulik, Martą Sokołowską, Beniaminem Bukowskim i Krzysztofem Szekalskim.
Do jej ważniejszych realizacji należą: „Grotowski Non-Fiction” (Teatr im. Jana Kochanowskiego w Opolu/Teatr Współczesny we Wrocławiu), „Powrót do Reims” (Teatr Nowy w Warszawie/Teatr Łaźnia Nowa w Krakowie), „Maria Klassenberg” TR Warszawa/CSW Zamek Ujazdowski. Realizuje spektakle z pogranicza teatru i innych form sztuki, eksplorując kwestie związane z językiem i sposobem, w jaki kształtuje rzeczywistość. Stypendystka Rządu Francuskiego.